# Dirección General de Aviación Civil (España)
La Dirección General de Aviación Civil (DGAC) es el órgano directivo del Ministerio de Transportes y Movilidad Sostenible, adscrito a la Secretaría General de Transportes Aéreo y Marítimo, responsable de formular propuestas de estrategia para la promoción del desarrollo sectorial, dirigir la política aeronáutica establecida por el Gobierno de la Nación, coordinar las actuaciones de los organismos, entes y entidades adscritos al Departamento con funciones en aviación civil cuando se requiera, y ejercer de regulador en el sector aéreo, todo ello dentro de las competencias de la Administración General del Estado.
Tiene su sede en el quinto piso del edificio Paseo de la Castellana 67, en Madrid.

## Historia
El control de la aviación civil en España aparece en septiembre de 1939, tras la Guerra Civil, con la creación de la Dirección General de Aviación Civil (DGAC) que tenía encomendada la organización y coordinación de las diversas actividades de la aviación civil, el registro de aeronaves y la concesión de carnets, licencias y autorizaciones para las autoridades aeronáuticas civiles, legislación, convenios y tratados de navegación aérea.
En septiembre de 1939, el ministro del Aire Juan Yagüe aprobó el decreto que desarrollaba la dirección general, otorgándole un papel central en todo lo relacionado con la aviación civil. Originalmente estaba compuesta de una secretaría —que actuaba como enlace entre los mandos de la dirección y el resto de órganos—, dos secciones y un negociado administrativo que se encargaba del área administrativa y presupuestaria.
La Primera Sección se encargaba de la dirección, organización e inspección de los vuelos sin motor y de las Escuelas de Pilotos Civiles, y la expedición de los correspondientes títulos;  llevar el registro de matriculación y la facilitación de documentación necesaria a todas las aeronaves civiles (sobre las que ejercía periódicamente una inspección técnica).
La Segunda Sección era responsable de la organización e inspección del tráfico aéreo civil y las relaciones con las compañías nacionales y extranjeras y se encargaba de todos los problemas relacionados con la Policía y Jurisdicción aérea y todo lo relativo a información, estadística, propaganda y demás asuntos que afectaren a la dirección general.
En 1942, esta dirección general asumió por delegación del Ministerio del Aire el control sobre las enseñanzas de aeromodelismo, construcción de planeadores y veleros y vuelo sin motor, así como la determinación de los tipos del material de vuelo y del auxiliar a emplear y su construcción, formación del profesorado, expedición de títulos, elección de campos y construcciones apropiadas a realizar (incluso la censura de las publicaciones con estas materias relacionadas).
En 1949, se le concedió la facultad de sancionar en vía administrativa las in fracciones de las Leyes y demás disposiciones relativas o relacionadas con el tráfico aéreo, así las que regulan en territorio nacional la entrada, salida y circulación de aeronaves, pasajeros y mercancías, pasaportes, despacho de billetes, etc., cuando sean cometidas por empresas dedicadas al tráfico aéreo o por personal de las mismas, incluyendo comandantes y tripulaciones de aeronaves en general y personal de servicio en aeropuertos.
La reforma del Ministerio del Aire de 1963 llevó consigo la supresión de diversas direcciones generales, entre ellas la de Aviación Civil y fue sustituida por la Subsecretaría de Aviación Civil, componiéndose de una Secretaría General y Técnica de Aviación Civil y del Transporte Aéreo; y las direcciones generales de Navegación Aérea y de Infraestructura. En 1977, con la unificación de los ministerios militares bajo el Ministerio de Defensa, la subsecretaría pasó a depender del Ministerio de Transportes y Comunicaciones y en 1979 sufrió una reestructuración componiéndose de las direcciones generales de Transporte Aéreo y de Navegación Aérea y adscribiéndose a esta el Organismo Autónomo Aeropuertos Nacionales.
En 1982, se recupera la Dirección General de Aviación Civil asumiendo las competencias de las extinta subsecretaría y de las direcciones generales de Transporte Aéreo y de Navegación Aérea y todos sus organismos.
Entre su nueva creación y 2008, la DGAC sufre diferentes modificaciones por los sucesivos cambios de gobierno pero no será hasta este último año, con la creación de la Agencia Estatal de Seguridad Aérea (AESA), que la aviación civil en España cambia drásticamente. La autoridad aérea se divide entre estos dos organismos, manteniéndose en la DGAC, entre otras competencias, las de formular propuestas sectoriales y sobre política estratégica en materia de aviación civil, la representación y coordinación con otras administraciones y con la Unión Europea en materia de política de transporte aéreo, y la adopción de circulares aeronáuticas. En cambio, pierde las competencias inspectoras y sancionadoras en materia de aviación civil, la iniciativa para la aprobación de la normativa reguladora en los ámbitos de la seguridad aérea y la protección del usuario del transporte aéreo para su elevación a los órganos competentes del Ministerio de Fomento, así como la evaluación de riesgos en materia de seguridad de la aviación civil, en favor de la AESA.
En 2024 se le añadieron nuevas competencias relacionadas con el acceso al espacio ultraterrestre desde territorio español, así como con la reentrada, sobre el mismo, de objetos espaciales, en coordinación con la Agencia Espacial Española.

## Dependencias
La Dirección General de Aviación Civil está compuesta por dos subdirecciones generales:
La Subdirección General de Transporte Aéreo, a la que le corresponde, además de las funciones descritas al final de este apartado:
- La negociación de los acuerdos internacionales de transporte aéreo de los que España sea parte, sin perjuicio de las competencias de otros departamentos, así como la representación y participación en los órganos creados mediante dichos instrumentos. Así mismo, la tramitación de las propuestas de asignación y revocación de los derechos de tráfico españoles que de ellos se deriven, el control de su ejercicio, y el registro y aprobación de las tarifas aplicadas por las compañías aéreas cuando así lo establezcan tales acuerdos.
- La gestión y tramitación de los créditos y gastos asignados al órgano directivo en relación con las subvenciones al transporte aéreo a residentes extrapeninsulares, familias numerosas y obligaciones de servicio público. El ejercicio de las funciones asignadas a la Dirección General en las declaraciones de Obligaciones de Servicio Público en el transporte aéreo.
- El ejercicio de las funciones como organismo designado para la vigilancia de la cultura justa en la notificación de sucesos de aviación civil establecidas en la normativa europea y nacional de aplicación sobre la materia.
- La propuesta de los parámetros para la asignación de franjas horarias, designación de los aeropuertos coordinados y facilitados o su modificación, y de designación del Coordinador y facilitador de franjas horarias, su cese o su revocación, a efectos de su determinación por el titular de la Dirección General.

La Subdirección General de Aeropuertos y Navegación Aérea, a la que le corresponde, además de las funciones descritas al final de este apartado:
- La coordinación de las actuaciones que corresponden a los Ministerios de Defensa y Transportes y Movilidad Sostenible en el ámbito de sus respectivas competencias, y ostentar y ejercer la funciones de la Secretaría de la Comisión Interministerial de Coordinación de ambos ministerios en el ámbito de la seguridad aérea.
- La elaboración de la propuesta de autorización para el establecimiento y las modificaciones estructurales o funcionales de los aeropuertos de interés general.
- La certificación de compatibilidad del espacio aéreo en el caso de helipuertos de competencia autonómica.
- La tramitación e informe de los planes directores de los aeropuertos de interés general y del plan director de navegación aérea, así como el ejercicio de las funciones propias del órgano sustantivo en la evaluación ambiental estratégica de dichos planes.
- El informe de los planes especiales de los aeropuertos de interés general y de los instrumentos de ordenación territorial y urbanística que afecten a dichos aeropuertos y a los sistemas de navegación aérea y, en particular, a su zona de servicio y servidumbres aeronáuticas.
- Las actuaciones expropiatorias en materia de infraestructuras aeroportuarias y de navegación aérea cuya gestión esté reservada al Estado.
- La tramitación y seguimiento de los mapas de ruido y planes de acción correspondientes a los aeropuertos de interés general y el seguimiento de los mapas estratégicos de ruido y sus planes de acción. La tramitación de las servidumbres aeronáuticas acústicas y no acústicas.
- La representación del Ministerio de Transportes y Movilidad Sostenible en las comisiones mixtas creadas por la normativa aplicable en materia de ruido.
- La elaboración de la propuesta del Documento de Regulación Aeroportuaria (DORA), así como el seguimiento del DORA aprobado por el Consejo de Ministros.
- La participación en la definición de las políticas y estrategias del Gobierno en materia de transporte espacial para facilitar el desarrollo de esta actividad en nuestro país, de forma sostenible, segura y ordenada; la coordinación de las actuaciones necesarias en el ámbito de la aviación civil para compatibilizar las operaciones espaciales y el tráfico aéreo civil, en particular, en lo que se refiere a lanzamientos y reentradas de operaciones espaciales, así como las operaciones aéreas de gran altitud, en coordinación con la Agencia Espacial Española y otros departamentos ministeriales con competencias en la materia; así como la representación y participación internacional en los foros que se articulen a tal efecto en relación con estas materias, siempre en coordinación con los órganos y organismos competentes.

Además, en el ámbito de sus respectivas competencias, ambas subdirecciones generales son responsables de la elaboración de estudios y la formulación de propuestas sobre política y estrategia del sector aéreo, incluidas las relativas a innovación, sostenibilidad, eficiencia energética y cambio climático, sin perjuicio de las competencias de otros departamentos en estas materias, así como sobre planificación y ordenación del sector, en particular en los ámbitos de la navegación aérea, transporte aéreo, aeropuertoss de competencia estatal, aeronaves no tripuladas y aviación general y deportiva. Asimismo, son responsables de la elaboración y propuesta de normativa reguladora en el ámbito de la aviación y la tramitación de las propuestas normativas que se originen en la Agencia Estatal de Seguridad Aérea.

## Presupuesto
La Dirección General de Aviación Civil tiene un presupuesto asignado de 584 401 330 € para el año 2023. De acuerdo con los Presupuestos Generales del Estado de 2023, la DGAC participa en dos programas:
| N.º Programa                              | Programa                                      | Dotación      | Ref.   |
| ----------------------------------------- | --------------------------------------------- | ------------- | ------ |
| 441O                                      | Subvenciones y apoyo al transporte aéreo      | 573 860 050 € | [ 11 ] |
| 455M                                      | Regulación y supervisión de la aviación civil | 10 541 280 €  | [ 12 ] |
| Total presupuesto de la Dirección General | Total presupuesto de la Dirección General     | 584 401 330 € |        |

## Directores generales
Desde su creación en 1939, la DGAC ha tenido multitud de directores, siendo el primero de ellos Juan Bono Boix entre septiembre de 1939 y octubre de 1947. Entre 1963 y 1982 las competencias fueron asumidas por la Subsecretaría de Aviación Civil. Además, desde 2008 el director general de Aviación Civil es ex officio presidente de la Agencia Estatal de Seguridad Aérea.
1. Juan Bono Boix (1939-1947)
2. Rafael Martínez de Pisón Nebot (1947-1957)
3. Miguel Orduna López (febrero-junio de 1957)
4. Carlos Rute Villanova (1962-1963)
5. Pedro Tena López (1982-1985)
6. Manuel Mederos Cruz (1985-1989)
7. Carlos Martín Plasencia (1989-1991)
8. Juan Bujía Lorenzo (1991-1996)
9. Fernando Piña Saiz (1996-1997)
10. Luis Felipe de la Torre de la Plaza (1997-1998)
11. Enrique Sanmartí Aulet (1998-2002)
12. Ignacio Estaún y Díaz de Villegas (2002-2004)
13. Manuel Bautista Pérez (2004-2009)
14. Manuel Ameíjeiras Vales (2009-2012)
15. Ángel-Luis Arias Serrano (2012-2015)
16. Raúl Medina Caballero (2015-2022)[15]
17. David Benito Astudillo (2022-)[16]